# Margaret Ballinger
Margaret Ballinger, född 1894, död 1980, var en sydafrikansk politiker. Hon gjorde sig känd för sitt motstånd mot apartheid och kallades "De svartas drottning". Hon var medlem av Sydafrikas parlament som representant för Östra Kapprovinsen 1937-1960 och grundare och partiordförande för Sydafrikas Liberala Parti 1953-1968. 
Hon studerade vid Oxfords universitet (Somerville College). 
Till skillnad från andra liberala parlamentariker vid samma tid, exempelvis Helen Suzman, valdes Ballinger in med stöd av svarta väljare då dessa tilläts rösta fram tre (vita) parlamentariker att företräda sina intressen. Därför förlorade hon också sitt mandat då det styrande Nationalistpartiet drog in den svarta politiska representationen 1960.